# Paulo Paixão
Paulo Cesar Paixão de Araujo, mais conhecido como Paulo Paixão, (Rio de Janeiro, 23 de março de 1951) é um preparador físico brasileiro. Atualmente está no Internacional.
Notabilizou-se por integrar a comissão técnica da seleção brasileira junto aos técnicos Luiz Felipe Scolari e Dunga. Além de ter sido o preparador físico da Seleção nas conquistas da Copa do Mundo de 1994 e de 2002.

## Biografia
É formado em Educação Física pela Faculdades Integradas Castelo Branco (FICAB) do Rio de Janeiro, com especialização em futebol e em fisiologia do exercício pela Universidade Federal do Rio de Janeiro. Seu filho, o antigo preparador físico da Associação Chapecoense de Futebol, Anderson Paixão, foi uma das 71 vítimas fatais da tragédia com o Voo LaMia 2933, na Colômbia, que transportava a delegação da equipe catarinense, jornalistas e convidados.
Em sua carreira integrou as comissões técnicas do Grêmio, do Internacional, da seleção brasileira, e do CSKA de Moscou, tendo retornado ao Grêmio em 2010 para exercer a função de Coordenador de Preparação Física do tricolor. No final daquele ano, Paulo Paixão desligou-se do Grêmio, pois, segundo ele, gostaria de reassumir a função de preparador físico, no campo. Em 4 de agosto de 2011, retornou ao Grêmio. Em 2013, Paulo Paixão volta ao Internacional para trabalhar com Dunga na comissão técnica do clube colorado. Em 2014 foi preparador físico do Coritiba Foot Ball Club. Em 22 de junho de 2015, foi para Club de Regatas Vasco da Gama para trabalhar com Celso Roth e, ainda nesse ano, para o Sport, com o treinador Paulo Roberto Falcão. Foi preparador físico de Roger Machado no Esporte Clube Bahia, deixando o clube em setembro de 2020. Em junho de 2021 assinou com o Internacional para atuar como coordenador físico da equipe de Diego Aguirre. Deixou o Internacional alguns meses depois, quando pediu demissão, após um vazamento de um áudio seu, onde chamou o meia Boschilia de "enganador" e criticou alguns outros jogadores do elenco Colorado.
Todos os seus trabalhos recentes foram integrando a comissão técnica de Roger Machado na função de preparador físico da equipe. Em 2022, trabalhou no Grêmio, onde foi campeão Gaúcho e disputou a Série B do Brasileirão, deixou o clube após a demissão de Roger, em setembro de 2022.
Retornou ao futebol em Janeiro de 2024, novamente ao lado de Roger, desta vez no Juventude, onde foi vice-campeão gaúcho. Deixou o Juventude em Julho do mesmo ano, quando Roger Machado aceitou uma proposta do Internacional, onde Paixão está atualmente.

## Títulos
Seleção Brasileira
- Copa do Mundo de Futebol: 1994[1] e 2002
- Copa das Confederações: 2005, 2009 e 2013
- Copa América: 2004 e 2007

Grêmio
- Libertadores: 1995
- Recopa Sulamericana: 1996
- Campeonato Brasileiro: 1996
- Copa do Brasil: 2001
- Copa Sanwa Bank: 1995
- Copa Renner: 1995
- Campeonato Gaúcho: 1995, 1996, 2001, 2010 e 2022

Palmeiras
- Libertadores: 1999
- Copa do Brasil: 1998

Internacional
- Libertadores: 2006
- Copa do Mundo de Clubes: 2006
- Campeonato Gaúcho: 2003, 2004, 2005, 2013 e 2025

Bahia
- Campeonato Baiano: 2019